# Corynorhinus rafinesquii
Corynorhinus rafinesquii és una espècie de ratpenat de la família dels vespertiliònids. Viu als Estats Units. El seu hàbitat natural són les zones boscoses. No hi ha amenaces significatives per a la supervivència d'aquesta espècie, excepte la desforestació.